# Romosz község
Romosz község (románul: Comuna Romos) község Hunyad megyében, Romániában. Központja Romosz, beosztott falvai Csunzshavas, Piskinc, Romoszhely, Vajdej.

## Népessége
A 2011-es népszámlálás adatai alapján a község népessége 2604 fő volt.